# Bransgore
Bransgore est un village et une  paroisse civile pour  partie dans le parc national New Forest, dans le district de New Forest, comté du Hampshire, en Angleterre. Le village s'est développé au XIXe siècle quand une église et une école sont construites. Il est classé comme une zone urbaine, même si à certains égards, il a toujours le caractère pittoresque d'un village anglais rural.

## Vue d'ensemble
La paroisse comprend le village de Thorney Hill et les hameaux de Neacroft, Godwinscroft, Beckley, Hinton et Waterditch.
Lors du dernier recensement national de 2011, Bransgore comptait 4 238 habitants dont un peu plus de la moitié avaient entre 20 et 64 ans.
Bransgore chevauche désormais la frontière du nouveau parc national, la majorité du village étant en dehors du parc.

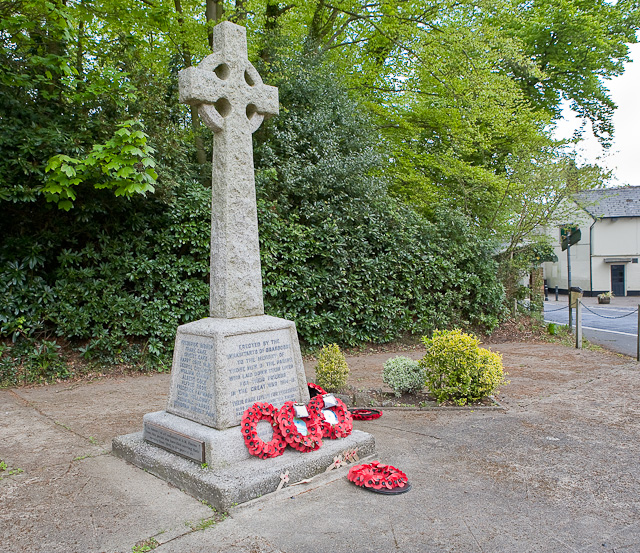
Mémorial 1914-1918, Bransgore.

Bransgore possède une grande variété de magasins, y compris un bureau de poste, une pharmacie, une boulangerie, une épicerie, un coiffeur et des magasins d'alimentation à emporter. Il existe également plusieurs pubs et restaurants.
Bransgore possède un terrain de sport avec une aire de jeux pour enfants. Sur le terrain de sport, se déroule la fête du village chaque été.

## Histoire
Les premiers actes mentionnant Bransgore datent des années 1730. Le village s'appelait, en 1759, « Bransgoer Common », et en 1817 "Bransgrove". Le mot "gore"  en anglais moyen signifie un morceau de terre triangulaire. Il est incertain de savoir à qui ou quoi "Bran" fait référence.
Un mythe local dit que le nom Bransgore est issu d’une des batailles du roi Alfred contre les Danois, de Brans, des cerveaux, et de Gore, du sang. Au XIXe siècle, les romantiques victoriens ont même réussi à faire marquer sur leurs cartes l'emplacement d'une bataille à Bransgore, sur la route menant à Sopley. Il n'y a pas de vérité dans cette histoire et le nom Bransgore ne dérive pas de "cerveaux et de gore".

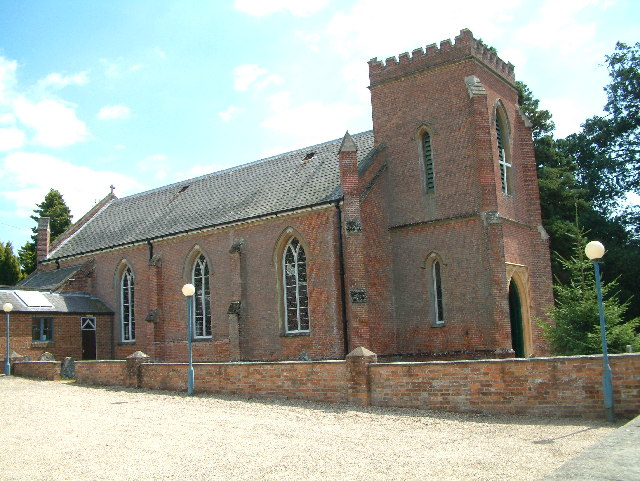
St. Mary's Church, Bransgore.

 Le Crown Inn à Bransgore date du XVIIIe siècle comme le pub Three Tuns.
L'église de la Vierge-Sainte-Marie a été érigée en 1822 en chapelle,.
L'église est en briques avec des parements en pierre, avec une tour. Cependant, la flèche a été enlevée en 1967. Les fonts baptismaux du début du XVIe siècle proviendraient de Christchurch, ils sont de forme octogonale, avec un monogramme « JD », peut-être pour John Draper, le dernier prieur du prieuré de Christchurch.
La paroisse ecclésiastique de Bransgore est formée en 1875 à partir de parties de Christchurch et de Sopley,.
Henry William Wilberforce, fils de William Wilberforce (connu pour sa campagne contre l'esclavage), était autrefois le curé de l'église Sainte-Marie. Il fonde une école dans le village en 1841.
En 1895, une école primaire publique est construite pour accueillir 174 élèves, c'est l'actuelle école primaire.
L'église de Tous-les-Saints, près de Thorney Hill, est une église baroque édouardienne de grade I, construite en 1906,. Le bâtiment est conçu par Detmar Blow et construit à partir de  pierre de Caen et de brique. À l'intérieur, des peintures murales de Phoebe Anna Traquair (1852-1936) représentent un Te Deum mettant en vedette des habitants de la région.
Entre 1894 et 1974, Bransgore fait partie de la paroisse civile de Christchurch East. À la suite de la modification des limites du comté de 1974, la paroisse de Christchurch East a été divisée en paroisse de Bransgore et en paroisse de Burton, dans le Dorset.

## Jumelage
Bransgore est jumelée avec :
- Saint-Georges-Montcocq, France[20].